# Jacques André (aviateur)
Pour les articles homonymes, voir Jacques André (homonymie) et André.
Compléments
Un de Normandie-Niemen.

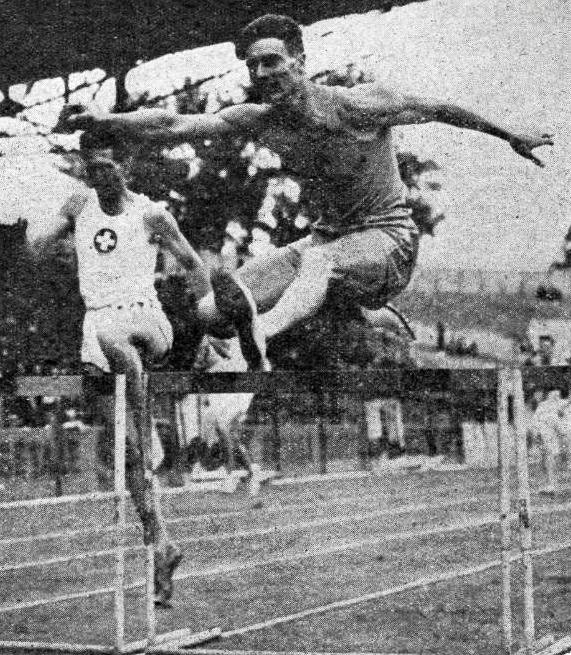
Jacques André, vainqueur du 110 mètres haies de France-Belgique-Suisse, en 1947.

Jacques André, né le 25 février 1919 à Paris et mort le 2 avril 1988 à Antibes, est un as de l'aviation, ancien pilote du régiment de chasse Normandie-Niémen. Il a ensuite continué sa carrière dans l'Armée de l'air, jusqu'en 1968, avant de s'éteindre en 1988. Il est l'un des cinq français à avoir reçu la haute distinction de héros de l'Union soviétique pour ses victoires aériennes durant la dernière guerre mondiale sur le Front de l'Est, le dernier en date étant le spationaute français Jean-Loup Chrétien.
Fils du grand athlète Géo André, il fut aussi un athlète de classe internationale sur 110 m haies et 400 m haies, ainsi que sur 200 m haies et 4×400 m. Il participa aux Jeux olympiques d'été de Londres en 1948 pour atteindre les demi-finales.

## Carrière militaire
Jacques André s'engage, le 15 avril 1939 dans l'Armée de l'air. Le 13 décembre 1939, il suit les cours de l'école de pilotage d'Étampes. Sorti major de promotion, le 18 février 1940, il devient moniteur à l'École de l'air de Salon-de-Provence. Lors de l'invasion de la France, les Italiens bombardant Marseille, l'état-major décide de diriger les élèves vers Pau.
Nommé pilote-convoyeur, il est chargé de trouver les avions basés dans la région pour les conduire en Afrique du Nord. Il traverse de nombreuses fois la Méditerranée. Lorsque Géo André, son père, lui fait part de son désir de gagner l'Algérie, la présence, dans un hangar, d'un Caudron Simoun leur en offre le moyen. Partis en pleine nuit, sous les tirs des sentinelles, ils atteignent Alger après quatre heures trente de vol. Arrivé le 26 juin 1940 à Alger-Maison Blanche, il n'est pas directement affecté au groupe de chasse II/3. Impatient de prendre les commandes d'un des Dewoitine D.520 dont la base est dotée, il convainc le capitaine commandant de compagnie de l'intégrer à une escadrille le 30 octobre 1940. Sept mois plus tard éclate l'affaire de Syrie. En juin 1941, Jacques André combat les troupes britanniques dans l'armée de l'Air vichyste.
Du 18 juin au 11 juillet 1941, il réalise des missions de couverture, de protection, de mitraillage au sol et de destruction. Revenu en Algérie, il quitte Maison-Blanche et débarque à Marseille en septembre 1941. En avril 1942, il rejoint l'Algérie avant que la zone libre ne soit occupée. À Blida, il retrouve le Groupe de chasse II/3. Lorsque le 8 novembre 1942, les Alliés débarquent, il est à nouveau placé dans une situation délicate. Censé s'opposer au débarquement américano-britannique, un épais brouillard empêche son escadrille de décoller. Son unité est alors soumise aux entraînements de la Royal Air Force.
Il accepte la proposition du général Valin, à la recherche de pilotes pour le « Normandie ». Il explique son choix, contesté par les officiers restés fidèles au maréchal Pétain : 

« On se fichait éperdument du régime communiste de l'URSS. Nous avions 22-23 ans, nous avions appris un métier, nous étions suffisamment motivés pour ne pas avoir envie de rester à ne rien faire. On nous offrait l'action, on ne pouvait que dire oui. »

L'autre raison est la mort de son père. Engagé dans les Corps francs d'Afrique, il périt dans une embuscade au moment de la prise de Tunis « et moi j'étais comme un imbécile à ne rien faire ».
Comme ses camarades d'escadrille, Cuffaut, Sauvage, Casaneuve, Pierrot, il entreprend le long périple qui, du Caire en passant par Téhéran, doit le conduire à Moscou pour combattre sur le front germano-soviétique dans le régiment d'aviateurs français "Normandie" intégré à l'Armée Rouge. Ce régiment ayant été mis à la disposition des Soviétiques par le Général de Gaulle. Parti en octobre 1943 d'Alger, il atteint Toula où est stationné le "Normandie", le 22 décembre 1943. C'est à Alytus, sur les rives du Niémen, que l'aspirant André livre, le 30 juillet 1944, son premier combat et remporte sa première victoire :

« Nous étions partis à six (...) mon équipier et moi étions en patrouille haute (...) Je me suis écarté vers la gauche en pensant : "avec les nuages au-dessus de nous, si les Fritz arrivent, ils débarqueront vers la droite, le soleil dans le dos, et je ne pourrais rien faire. Au contraire, si je me place à gauche je fais cent quatre-vingt degrés et je me trouve tout de suite derrière eux". C'est exactement ce qui s'est produit : je me suis trouvé derrière deux Focke-Wulf Fw 190, en patrouille haute qui accompagnaient des Junkers Ju 87. Alors la radio : "Focke-Wulf !" Aussitôt, la bataille a commencé. J'ai mis plein gaz, viré brutalement, les Fritz ne m'avaient pas vu, je n'avais qu'à tirer et je n'arrivais pas à me décider. Je me disais : "Je suis trop loin... ce n'est pas possible, je suis trop loin, il faut que j'attende." J'étais à vingt mètres pourtant, et j'aurais pu les tirer tous les deux. Combien de temps ai-je attendu ? Quelques dixièmes de seconde ? J'ai fini par descendre le premier, et l'autre est parti en vrille (...). Je ne voulais pas le perdre de vue, j'ai tout réduit, virant brutalement pour me replacer derrière lui en perdant le maximum de vitesse. Hélice plein petit pas et volets sortis, je l'ai suivi jusqu'à son terrain sans m'en rendre compte, et là, je l'ai descendu. »

Son équipier était Roger Penverne qui a laissé un précieux journal de guerre.
Après cette offensive, « Normandie » est cité dans un ordre du jour du maréchal Staline et prend le nom de Normandie-Niemen. Quinze autres victoires viennent s'ajouter, entre le 9 octobre 1944 et le 8 avril 1945, au palmarès de Jacques André. Jacques André comptera sur ce Front de l'Est 11 victoires seul à son actif (plus 4 en collaboration), et 4 probables, plus une en Afrique du Nord, soit 20 victoires au total en comptant les probables. Selon les méthodes anglo-saxonnes (un avion abattu par deux pilotes = 1/2 victoire par pilote), Jacques André et Marcel Albert sont les plus titrés de la célèbre escadrille Normandie-Niemen ,,. Après la capitulation du IIIe Reich, le Normandie-Niémen, conformément au souhait de Staline, regagne le territoire français, chaque pilote doté d'un avion offert par les Russes.

### Après la guerre
Au lendemain de la guerre, Jacques André, malgré les possibilités d'entrer à Air France, reste pilote militaire. Il avoue d'ailleurs volontiers que sa présence dans l'Armée de l'air « compte tenu de mon plaisir évident à voler, n'a pas été un travail mais une joie permanente ». L'armée lui offre la possibilité de s’entraîner en vue des Jeux olympiques d'été de 1948. Il participe et atteint le stade des demi-finales du 400 m haies.
Commandant du centre de tir et de bombardement de Cazaux de 1957 à 1960, affecté au secteur 3 radar de Drachenbronn de 1960 à 1962, commandant de la base aérienne 720 à Caen de 1963 à 1965, il passe ensuite deux années comme commandant de la base aérienne 181 Ivato à Madagascar. Il termine sa carrière à l'état-major de la IVe région aérienne à Aix-en-Provence. En 1968, il est placé en congé du personnel navigant. Le colonel Jacques André est mort le 2 avril 1988.

## Carrière sportive
Il fut quatre fois champion de France (110 m haies en 1937, en junior), 110 m haies et 4 fois 400 m en 1938, 400 m haies militaire en 1938. Il fut aussi trois fois vice-champion de France : (400 m haies en 1938 et 1939, 400 m militaire en 1948) et dix fois en sélection nationale. En 400 m haies, il participa au championnat d'Europe en 1938 et aux J.O. de Londres en 1948 pour atteindre les demi-finales. En 1939, il fut 2e meilleure performance européenne sur 400 m haies, en 53''6 (après avoir fait presque jeu égal avec le champion américain Roy Cochran, futur double médaillé d'or aux J.O. sur cette distance), puis sur 4 fois 400 m en 3'17''. En 1948, encore sur  400 m haies en 53''8.
Ses records :
110 m haies en 15''6
200 m haies en 25''
300 m en 36''2
400 m haies en 53''6
4 fois 400 m en 3'17''

## Distinctions
- Chevalier de la Légion d'honneur[Quand ?]
- Croix de guerre 1939-1945
- Ordre de la Guerre pour le Salut de la Patrie (URSS)
- Médaille pour la victoire sur l'Allemagne dans la Grande Guerre patriotique de 1941-1945 (URSS)
- Héros de l'Union soviétique (URSS)
- Ordre de Lénine (URSS)
- Ordre du Drapeau rouge (URSS)